# 1951 dans les chemins de fer
Chronologie des chemins de fer
1950 dans les chemins de fer - 1951 - 1952 dans les chemins de fer

## Évènements
- France : la SNCF rachète les autorails Decauville DXW qui avaient été conçus pour le Yunnan en Chine, et qui n'ont pas été livrés du fait de la guerre d'Indochine. Ils sont affectés sur Le Réseau Breton.
- 1er mars. Espagne : mise en service de la station Legazpi du métro de Madrid.

## Décès
- 21 août, France : mort de Raoul Dautry.